# فاضل کوچوک
فاضل کوچوک (به ترکی استانبولی: Fazıl Küçük) (تلفظ ترکی استانبولی: [faˈzɯl kyˈt͡ʃyk]) (زاده ۱۴ مارس ۱۹۰۶ در نیکوزیا – درگذشت ۱۵ ژانویه ۱۹۸۴ در لندن) روزنامه‌نگار و سیاست‌مدار اهل قبرس که پس از استقلال جزیره قبرس که تعیین شد رئیس‌جمهور از سوی قبرسی‌های یونانی و انتخاب معاون رئیس‌جمهور از بین جامعه ترک‌های قبرس انجام شود. و فاضل کوچوک از سوی ترک‌ها به این عنوان کشور تازه استقلال یافته نائل آمد. وی از همان آغاز کشورگشایی قبرس شخص دوم دولت محسوب می‌شد. از ۳ دسامبر ۱۹۵۹ و حتی در دوران کریسمس خونین که به بیرون راندن ترک‌ها از قبرس انجامید، فاضل کوچوک تا سال ۱۹۷۳ و بعد از آن که با حمله نظامی ترکیه به قبرس همراه شد. و دولت جدیدی به نام جمهوری ترک قبرس شمالی اعلام استقلال کرد، رهبر ترک‌ها و معاون اول رئیس‌جمهور قبرس بود. که بعد از وی رئوف دنکتاش به عنوان نخستین رئیس‌جمهور جمهوری ترک قبرس شمالی برگزیده‌شد. و در نهایت فاضل کوچوک در سال ۱۹۸۴ در لندن درگذشت. ایرسن کوچوک برادرزاده فاضل کوچوک نخست وزیر کنونی جمهوری ترک قبرس شمالی است.